# ミートアンドグリート
ミートアンドグリート（meet-and-greet、meet & greet）は、著名人によって行われているイベント。

## 概要
面会して挨拶をするということが意味されている。芸能人や政治家などが催している。
ファンの一人が著名人と直に対面でき、握手やサインや簡単な会話を交わせる機会。数秒から十数秒で終わる。
アメリカでは比較的多く行われている。日本で握手会とされているイベントはミートアンドグリートに近い。
ミーグリと略されている。2021年11月大辞泉が選ぶ「今月の新語」月間賞に選ばれる。